# Киляр, Войцех
Во́йцех Ки́ляр (пол. Wojciech Kilar; 17 июля 1932, Львов — 29 декабря 2013, Катовице) — польский композитор, автор музыки к многочисленным фильмам.

## Биография
Отец композитора был врачом-гинекологом, мать — актрисой. Учился музыке во Львове, Кракове и Катовице, куда переехал в 1948 году (ученик Владиславы Маркевичувны). Окончил академию имени Кароля Шимановского, где учился по классу фортепиано и композиции у Болеслава Войтовича, получил диплом с отличием в 1955. В 1959—1960 получил стипендию во Франции, где учился у Нади Буланже.

### Первые сочинения
Киляр начал сочинять музыку в конце 1950-х годов. Он придерживался традиционных форм и классического мелодизма; в его творчестве ощущалось влияние Белы Бартока, Игоря Стравинского, Дмитрия Шостаковича, Сергея Прокофьева. В 1960-х годах вместе с Кшиштофом Пендерецким и Хенриком Гурецким был одним из создателей польского музыкального авангарда, использовавшего принципы серийной музыки и додекафонии.

### Выработка индивидуального стиля
Индивидуальный музыкальный стиль Киляра сложился в 1970-х годах. Одно из наиболее значительных его сочинений этого периода — Krzesany (1974).

### Работа в кино
В дальнейшем Киляр стал известен, прежде всего, как кинокомпозитор. Он был автором музыки более чем 130 фильмов, поставленных столь знаменитыми режиссёрами, как Казимеж Куц, Войцех Хас, Кшиштоф Занусси, Ежи Гофман, Роман Полянский, Януш Маевский. Кроме польских фильмов, Киляр писал музыку ко многим картинам известных режиссёров Европы и Америки, включая Фрэнсиса Форда Копполу («Дракула»). Без музыки Киляра трудно представить себе знаменитый аллегорический финал анимационного фильма Поля Гримо «Король и птица», а также не менее знаменитый рефрен «Опаздывающий на поезд» из картины Кшиштофа Кесьлёвского «Случай». В мелодраме Ежи Гофмана «Прокажённая» музыка способствует преодолению прямолинейности сюжета, возвышает происходящее до уровня экзистенциальной драмы.

### Киляр и Вайда
В своём творчестве Анджей Вайда сотрудничал с разными композиторами, а иногда и обходился исключительно цитатами из классических сочинений. Киляр написал музыку к шести его картинам. Особенно удачен контраст двух музыкальных тем в «Земле обетованной», подчёркивающий непримиримый конфликт между традиционными ценностями шляхты и отнюдь не протестантской «этикой» лодзинского промышленного капитализма.

### Болезнь и смерть
С лета 2013 года композитор испытывал серьёзные проблемы со здоровьем. Его преследовали болезни сердца и обмороки, один из которых случился в сентябре прямо на улице. Киляр был доставлен в больницу, где у него диагностировали опухоль мозга. После успешной пройденной химиотерапии и операции по удалению опухоли в начале декабря Войцех Киляр был выписан из больницы. Поскольку у него не было детей, а жена скончалась, уходом занимался племянник композитора. Однако 28 декабря состояние Киляра ухудшилось, а утром 29 декабря 2013 года в возрасте 81 года он скончался. Похоронен после кремации 4 января 2014 года на католическом кладбище в Катовице, неподалёку от могилы Збигнева Цибульского, рядом с женой — пианисткой Барбарой Помяновска, с которой состоял в браке с апреля 1966 до её кончины в ноябре 2007 года (познакомились, когда Киляру было 22, а Барбаре — 18).

## Фильмография
- 1958 — Лыжники, докум, реж. Наталья Брзозовская
- 1959 — Лунатики, реж. Богдан Поремба
- 1960 — Никто не зовёт, реж. Казимеж Куц
- 1961 — Безмолвные следы, реж. Збигнев Кузьминьский
- 1961 — Тарпаны, реж. Казимеж Куц
- 1962 — Встреча в «Сказке», реж. Ян Рыбковский
- 1962 — Голос с того света, реж. Станислав Ружевич
- 1962 — И ты остаёшься индейцем, реж. Конрад Налецкий
- 1962 — Семья Мильцареков, реж. Юзеф Вышомирский
- 1963 — Далека дорога, реж. Богдан Поремба
- 1963 — Кодовое название «Нектар», реж. Леон Жанно
- 1963 — Мансарда, реж. Конрад Налецкий
- 1963 — Красные береты, реж. Павел Коморовский
- 1964 — Молчание, реж. Казимеж Куц
- 1964 — Итальянец в Варшаве (Джузеппе в Варшаве), реж. Станислав Ленартович
- 1964 — Эхо, реж. Станислав Ружевич
- 1964 — Пятеро, реж. Павел Комаровский
- 1964 — Поздно после полудня, реж Александр Сцибор-Рыльский
- 1965 — Рядом с правдой, реж. Януш Вейхерт
- 1965 — Сальто, реж. Тадеуш Конвицкий
- 1965 — Три шага по земле, реж. Ежи Гофман и Эдвард Скужевский
- 1965 — Завтра Мексика, реж. Александр Сцибор-Рыльский
- 1965 — Катастрофа, реж. Сильвестр Хенчинский
- 1965 — Остров преступников, реж. Станислав Ендрыка
- 1966 — Ад и небо, реж. Станислав Ружевич
- 1966 — Марыся и Наполеон, реж. Леонард Бучковский
- 1966 — Если кто-нибудь знает, реж. Казимеж Куц
- 1966 — Бич Божий, реж. Мария Каневская
- 1966 — Бумеранг, реж. Леон Жанно
- 1966 — Возвращение на Землю, реж. Станислав Ендрыка
- 1967 — Вестерплатте, реж. Станислав Ружевич
- 1967 — Убийца оставляет след реж. Александр Сцибор-Рыльский
- 1967 — Полный вперёд!, реж. Станислав Ленартович
- 1967 — Худой и другие, реж. Хенрик Клюба
- 1967 — Явка на Сальваторе, реж. Павел Коморовский
- 1967 — Все свои, реж. Сильвестр Хенчинский
- 1967 — Конюшня на Сальваторе, реж. Павел Коморовский
- 1967 — Упырь, ТВ, реж. Станислав Ленартович
- 1967 — Мария Складовская-Кюри, докум, реж. Станислав Грабовски
- 1968 — Дансинг в ставке Гитлера, реж. Ян Баторы
- 1968 — Волчье эхо, реж. Александр Сцибор-Рыльский
- 1968 — Кукла, реж. Войцех Хас
- 1968 — Пирс, реж. Войцех Соляж
- 1968 — Последний после бога, реж. Павел Коморовский
- 1969 — Структура кристалла, реж. Кшиштоф Занусси
- 1969 — Преступник, который украл преступление, реж. Януш Маевский
- 1969 — Одиночество вдвоём, реж. Станислав Ружевич
- 1969 — Красное и золотое, реж. Станислав Ленартович
- 1969 — Соседи, реж. Александр Сцибор-Рыльский
- 1969 — Только погибший ответит, реж. Сильвестр Хенчинский
- 1969 — Человек с ордером на квартиру, реж. Леон Жанно
- 1970 — Горы в сумерках, ТВ, реж. Кшиштоф Занусси
- 1970 — Рейс, реж. Марек Пивовский
- 1970 — Соль чёрной земли, реж. Казимеж Куц
- 1970 — Перстень княгини Анны, реж. Мария Каневская
- 1970 — Локис, реж. Януш Маевский
- 1970 — Семейная жизнь, реж. Кшиштоф Занусси
- 1970 — Мёртвая волна, реж. Станислав Ленартович
- 1970 — Романтичное время, реж. Станислав Ружевич
- 1971 — Роль, ТВ, реж. Кшиштоф Занусси
- 1971 — Болеслав Смелый, реж. Витольд Лесевич
- 1972 — Большая любовь Бальзака, ТВ, реж. Войцех Соляж
- 1972 — Гипотеза, ТВ, реж. Кшиштоф Занусси
- 1972 — Жемчужина в короне, реж. Казимеж Куц
- 1972 — Бриллианты пани Зузы, реж. Павел Коморовский
- 1972 — Одержимость, реж. Станислав Ленартович
- 1972 — Стеклянный шар, реж. Станислав Ружевич
- 1973 — Иллюминация, реж. Кшиштоф Занусси
- 1973 — Майор Хубаль, реж. Богдан Поремба
- 1973 — Ревность и медицина, реж. Януш Маевский
- 1973 — Дверь в стене, реж. Станислав Ружевич
- 1974 — Линия реж. Казимеж Куц
- 1974 — Квартальный отчёт, реж. Кшиштоф Занусси
- 1974 — Земля обетованная, реж. Анджей Вайда
- 1975 — Ниоткуда, никуда, реж. Казимеж Куц
- 1975 — Ярослав Домбровский, реж. Богдан Поремба
- 1975 — Убийство в Катамаунте, реж. Кшиштоф Занусси
- 1975 — Ночное дежурство, ТВ, реж. Кшиштоф Занусси
- 1976 — Прокажённая, реж. Ежи Гофман
- 1976 — Теневая черта, реж. Анджей Вайда
- 1976 — Защитные цвета, реж. Кшиштоф Занусси
- 1977 — Бригитта Хорней, докум, реж. Кшиштоф Занусси
- 1977 — Лекция по анатомии, реж. Кшиштоф Занусси
- 1978 — С точки зрения ночного сторожа, докум., реж. Кшиштоф Кесьлёвский
- 1978 — Спираль, реж. Кшиштоф Занусси
- 1978 — Родина Полянецких, ТВ, реж. Ян Рыбковский
- 1979 — Бусинки одних чёток, реж. Казимеж Куц
- 1979 — Давид, реж. Петер Лилиенталь
- 1979 — Дороги в ночи, ТВ, реж. Кшиштоф Занусси
- 1980 — Контракт, ТВ, реж. Кшиштоф Занусси
- 1980 — Король и птица, анимационный, реж. Поль Гримо
- 1980 — Константа, реж. Кшиштоф Занусси
- 1981 — Случай, реж. Кшиштоф Кесьлёвский
- 1981 — Из далёкой страны, реж. Кшиштоф Занусси
- 1982 — Императив, реж. Кшиштоф Занусси
- 1982 — Искушение, ТВ, реж. Кшиштоф Занусси
- 1982 — Недоступный, ТВ, реж. Кшиштоф Занусси
- 1983 — Кредо, докум, реж. Анджей Тшос-Раставецкий
- 1983 — Ватикан — столица культуры, докум, реж. Кшиштоф Занусси
- 1984 — На страже своей стоять буду, реж. Казимеж Куц
- 1984 — Год спокойного солнца, реж. Кшиштоф Занусси
- 1984 — Марыня, реж. Ян Рыбковский
- 1984 — Синяя борода, ТВ, реж. Кшиштоф Занусси
- 1985 — Парадигма, реж. Кшиштоф Занусси
- 1985 — Скоро прибудут братья, реж. Казимеж Куц
- 1986 — Хроника любовных происшествий, реж. Анджей Вайда
- 1987 — Угасшие времена, докум, реж. Кшиштоф Занусси
- 1988 — Вертящийся столик, анимационный, реж. Жак Деми и Поль Гримо
- 1988 — Где бы ты ни был..., реж. Кшиштоф Занусси
- 1988 — Сальса, реж. Боаз Дэвидсон
- 1989 — Всё, что моё, реж. Кшиштоф Занусси
- 1990 — Корчак, реж. Анджей Вайда
- 1991 — Жизнь за жизнь, реж. Кшиштоф Занусси
- 1991 — Наполеон в Европе, сериал, реж. Пьер Лари, Кшиштоф Занусси и др.
- 1992 — Дракула, реж. Фрэнсис Форд Коппола
- 1992 — Прикосновение руки, реж. Кшиштоф Занусси
- 1992 — Долгий разговор с птицей, ТВ, реж. Кшиштоф Занусси
- 1993 — Игры женщин, телеспектакль, реж. Кшиштоф Занусси, Владимир Фенченко и Юрий Афиногенов
- 1993 — Король последних дней, телесериал, реж Том Тоелле
- 1994 — Смерть как краюшка хлеба, реж. Казимеж Куц
- 1994 — Смерть и девушка, реж. Роман Полански
- 1994 — Легенда Татр, реж. Войцех Соляж
- 1995 — Фаустина, реж Ежи Лукашевич
- 1996 — Призрак с шофёром, реж. Жерар Ури
- 1996 — Галоп, реж. Кшиштоф Занусси
- 1996 — Портрет леди, реж. Джейн Кэмпион
- 1996 — Дамский интерес, ТВ, реж. Кшиштоф Занусси
- 1997 — Брат нашего Бога, реж. Кшиштоф Занусси
- 1997 — Слабая вера, ТВ, реж. Кшиштоф Занусси
- 1998 — Линия опознания, ТВ, реж. Кшиштоф Занусси
- 1998 — Шоу Трумана , реж. Питер Уир
- 1998 — Неписаное право, ТВ, реж. Кшиштоф Занусси
- 1998 — Последний круг, ТВ, реж. Кшиштоф Занусси
- 1999 — Девятые врата, реж. Роман Полански
- 1999 — Неделя из жизни мужчины, реж. Ежи Штур
- 1999 — Пан Тадеуш, реж. Анджей Вайда
- 2000 — Жизнь как смертельная болезнь, передающаяся половым путём, реж. Кшиштоф Занусси
- 2001 — Душа поёт, ТВ, реж. Кшиштоф Занусси
- 2001 — Спрятанные драгоценности, ТВ, реж Кшиштоф Занусси
- 2002 — Пианист, реж. Роман Полански
- 2002 — Месть, реж. Анджей Вайда
- 2002 — Дополнение, реж. Кшиштоф Занусси
- 2002 — Я помню, докум, реж.Марцель Лозинский
- 2005 — Персона нон грата, реж. Кшиштоф Занусси
- 2007 — Чёрное солнце, реж. Кшиштоф Занусси
- 2007 — Хозяева ночи, реж. Джеймс Грей
- 2008 — Сердце на ладони, реж. Кшиштоф Занусси
- 2008 — Внутренние голоса, ТВ, реж. Кшиштоф Занусси
- 2009 — Повторный визит, реж. Кшиштоф Занусси

## Интересные факты
По мнению некоторых украинских кинообозревателей, того факта, что Киляр родился во Львове, вполне достаточно, чтобы объявить его украинцем.